# Cava di La Pietra
La cava di La Pietra a Roccastrada in provincia di Grosseto è un sito archeologico dove, oltre a reperti che attestano la presenza dell'uomo moderno risalenti all'età del bronzo, sono stati  ritrovati sedimenti litici risalenti a 40 000 anni fa, compatibili con la presenza dell'Homo neanderthalensis.